# Deisswil (Stettlen)
Deisswil (umgangssprachlich Deissu) ist eine Ortschaft der Gemeinde Stettlen im Verwaltungskreis Bern-Mittelland des Schweizer Kantons Bern.
Der Ort lag ursprünglich 700 Meter westlich von Stettlen und wird von der Worblen durchflossen. Mittlerweile sind die beiden Ortsteile zusammengewachsen.

## Geschichte

Deisswil mit Kartonfabrik Luftbild von Walter Mittelholzer (1931)

Das Gebiet des heutigen Orts Deisswil ist schon seit langer Zeit besiedelt. Funde aus römischer Zeit belegen dies.
Im Mittelalter wurde dort ein Steinbruch betrieben, der die Bausteine für das Berner Münster lieferte.
Seit dem 18. Jahrhundert siedelte sich Gewerbe an. Grösseren Bekanntheitsgrad erlangte Deisswil insbesondere durch die inzwischen stillgelegte Kartonfabrik Deisswil und das Stützli-Haus, auf das die Pionierzucht der einheimischen Tomatensorte Berner Rose zurückgeht.
Am 26. April 1985 starben vier Menschen beim Zusammenstoss zweier Züge des Regionalverkehrs Bern-Solothurn (RBS) bei Deisswil, 16 Personen wurden verletzt. Ein Zug aus Bern hatte die Kreuzung des Gegenzuges aus Worb nicht abgewartet. Nach dem Unfall wurde mit grossem Aufwand das Zugsicherungssystem ZSL 90 entwickelt.

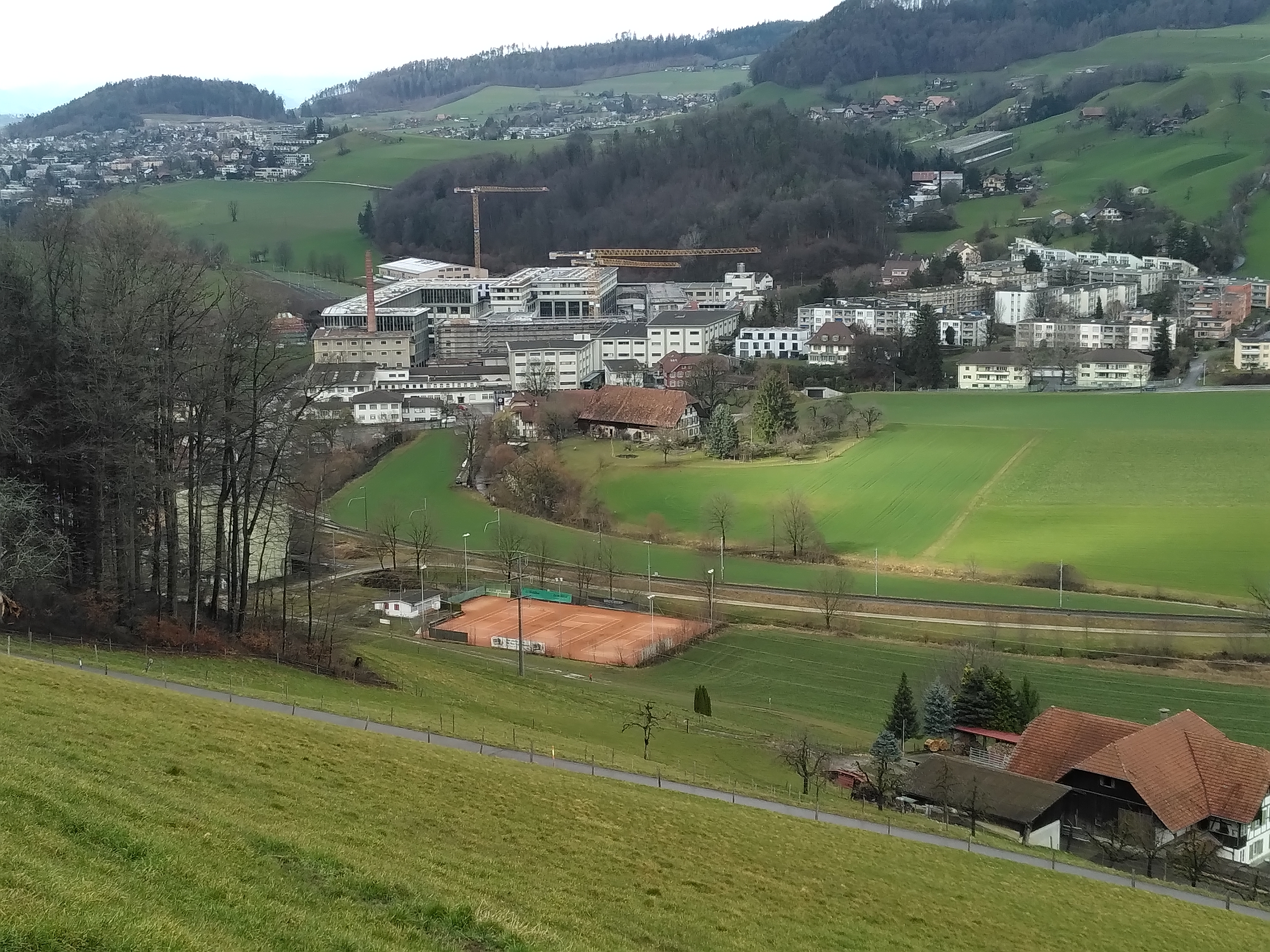
Der Bernapark im Entstehen, erkennbar an den Kränen (2023)

Das Areal der Kartonfabrik Deisswil wurde vom Investor Hans-Ulrich Müller (Bernapark AG) übernommen und zum sogenannten «Bernapark» umgebaut. Von 2024 bis 2034, während der Sanierung und Umnutzung des Schulgebäudes in der Stadt Bern, befindet sich die Schule für Gestaltung Bern und Biel im Bernapark.

## Verkehrsanbindung
Deisswil liegt an der Strasse von Bern nach Vechigen. Der Ort ist zudem Haltepunkt der Linie S7 der S-Bahn Bern von Bern nach Worb (Worblentalbahn).